# 헥터 고메즈
헥터 알렉시스 고메즈(Héctor Alexis Gómez , 1988년 3월 5일 ~ )은 도미니카공화국의 야구 선수이자, 전 메이저 리그 필라델피아 필리스의 선수이다.

## 미국 프로야구시절
2011년 콜로라도 로키스에 입단하였다.

## 한국 프로야구시절

### SK 와이번스시절
2015년 시즌을 마치고 앤드류 브라운의 대체선수로 SK 와이번스에 영입되었다. 2016년 시즌 종료 후 브라울리오 라라와 함께 방출되었다. 차기 시즌에는 그의 대체 선수로 대니 워스가 영입됐다. 그의 별명은 고메디언이었다.

## 미국 프로 야구 복귀
2017년에 필라델피아 필리스와 마이너 계약을 하였다.